# 卡尼瓦迪
卡尼瓦迪（Kannivadi），是印度泰米尔纳德邦Erode县的一个城镇。总人口4249（2001年）。

## 人口
该地2001年总人口4249人，其中男性2116人，女性2133人；0—6岁人口279人，其中男156人，女123人；识字率62.74%，其中男性为76.42%，女性为49.18%。